# Герб Хатылинского наслега
Герб муниципального образования сельское поселение «Хатылинский наслег» Чурапчинского улуса Республики Саха (Якутия) Российской Федерации.
Герб утверждён Решением Хатылинского наслежного Совета № 60 от 13 апреля 2009 года.
Герб внесён в Государственный геральдический регистр Российской Федерации под регистрационным номером 6611.

## Описание герба
«В зелёном поле с волнистой лазоревой тонко окаймлённой серебром оконечностью пять золотых квадратных ромбов: четыре больших и один малый, сложенных крестообразно (малый посередине и соприкасается каждым своим углом с одним углом одного из больших)».